# Hockey su ghiaccio al XVII Festival olimpico invernale della gioventù europea
I tornei di hockey su ghiaccio al XVII Festival olimpico invernale della gioventù europea si sono svolti dal 6 al 16 febbraio 2025 alla Leader Arena di Tbilisi
Sono stati disputati due tornei (uno maschile e uno femminile).

## Podi

### Torneo maschile
| Evento                     | Oro      | Argento    | Bronzo    |
| Torneo maschile (dettagli) | Svizzera | Slovacchia | Rep. Ceca |

### Torneo femminile
| Evento                      | Oro       | Argento   | Bronzo     |
| Torneo femminile (dettagli) | Rep. Ceca | Finlandia | Slovacchia |

## Medagliere
| Posiz. | Nazione    | Oro | Argento | Bronzo | Totale |
| ------ | ---------- | --- | ------- | ------ | ------ |
| 1      | Rep. Ceca  | 1   | 0       | 1      | 2      |
| 2      | Svizzera   | 1   | 0       | 0      | 1      |
| 3      | Slovacchia | 0   | 1       | 1      | 2      |
| 4      | Finlandia  | 0   | 1       | 0      | 1      |
| Totale | Totale     | 2   | 2       | 2      | 6      |